# SSAU-serie
SSUA is een serie van ontwerpen van halfafzinkbare accommodatieplatforms van Keppel. Het ontwerp van bestaat uit twee pontons met daarop elk drie kolommen en een rechthoekig dek.

## Types
| Type        | Lengte  | Breedte |
| ----------- | ------- | ------- |
| SSAU 3600   | 109 m   | 68 m    |
| SSAU 4000   | 119,6 m | 78 m    |
| SSAU 5000NG | 119,6 m | 78 m    |

## SSAU-serie
| Type        | Naam             | Werf        | Jaar          | IMO-nummer |
| ----------- | ---------------- | ----------- | ------------- | ---------- |
| SSAU 3600   | Safe Concordia   | Keppel FELS | 2005          | 8768127    |
| SSAU 3600   | Floatel Reliance | Keppel FELS | 2010          | 8770247    |
| SSAU 4000NG | Floatel Victory  | Keppel FELS | december 2013 | 9630779    |
| SSAU 5000NG | Floatel Triumph  | Keppel FELS | 2016          | 9707766    |